# Cirrocumulus castellanus
Il cirrocumulus castellanus (abbreviazione Cc cas) è una delle specie in cui possono presentarsi le nubi del tipo cirrocumulo, presenti a elevate altitudini.
Queste nubi hanno l'aspetto di torrette arrotondate (da cui la designazione castellanus) che si innalzano da una base comune o da uno strato di nubi.
La presenza di Cirrocumulus castellanus è un indicatore di instabilità atmosferica ad alta quota. Il cirrocumulus castellanus si forma quando esiste un'instabilità condizionale che dà luogo alla condensazione del vapore acqueo alla base della nuvola, con la conseguente liberazione di calore latente; ciò provoca la salita convettiva dell'aria che innesca un ulteriore episodio condensativo.